# 하위 호킨스

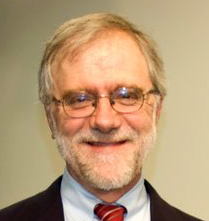
하위 호킨스(2010년)

하워드 그레셤 호킨스(영어: Howard Gresham Hawkins, 1952년 12월 8일 ~ )는 미국의 노동조합원 및 환경운동가이다. 녹색당의 공동 창립자인 그는 2020년 대선에 출마한 바 있다. 그는 2010년 처음 제안한 생태사회주의적 그린 뉴딜 제정을 내세웠으며, 민주당, 공화당 양당과 자본주의에 반대하는 무소속 노동계급 중심의 정치·사회운동 창립을 주장했다.
1960년대부터 반전, 반핵, 친노동운동을 이끌고 있는 중이다. 현재 은퇴한 전 트럭운전사 및 건설노동자로, 2001년부터 UPS에서 야간 근무(트럭에서 짐 내리기)를 하다가 2017년에 은퇴했다.
총 25번의 선거에 도전했으나 모두 낙선했다. 2006년 상원 선거에는 뉴욕 녹색당 후보로 출마했고, 2010년 뉴욕 주지사 후보로 출마해 50,000표 이상 득표했으나 낙선했다. 2014년 뉴욕 주지사 후보로 다시 도전해 약 5%를 득표했으나 낙선했다. 2017년 시러큐스 시장으로 도전해 약 4%(약 1,000표)를 득표했다. 2018년 뉴욕 주지사 후보로 세 번째 도전을 했지만 2% 미만의 득표율로 낙선했다.
2020년 11월 대선에 출마했다가 낙선한 이후, 2024년 대선 출마를 선언했다.

## 역대 선거 결과
| 선거명      | 직책명                      | 대수  | 정당          | 득표율 | 득표수 (선거인단) | 결과 | 당락 |
| ----------- | --------------------------- | ----- | ------------- | ------ | ----------------- | ---- | ---- |
| 1997년 선거 | 시러큐스 시장               | 51대  | 미국 녹색당   | 2.48%  | 799표             | 3위  | 낙선 |
| 2000년 선거 | 하원의원 (뉴욕 제25선거구)  | 107대 | 미국 녹색당   | 1.74%  | 3,830표           | 3위  | 낙선 |
| 2004년 선거 | 하원의원 (뉴욕 제25선거구)  | 109대 | 평화와 정의당 | 9.61%  | 20,106표          | 2위  | 낙선 |
| 2006년 선거 | 상원의원 (뉴욕 제1부)       | 110대 | 미국 녹색당   | 1.24%  | 55,469표          | 3위  | 낙선 |
| 2008년 선거 | 하원의원 (뉴욕 제25선거구)  | 111대 | 미국 녹색당   | 3.30%  | 9,481표           | 3위  | 낙선 |
| 2009년 선거 | 시의원 (시러큐스 제4선거구) | 82대  | 미국 녹색당   | 40.83% | 1,055표           | 2위  | 낙선 |
| 2010년 선거 | 뉴욕 주지사                 | 56대  | 미국 녹색당   | 1.29%  | 59,906표          | 3위  | 낙선 |
| 2011년 선거 | 시의원 (시러큐스 제4선거구) | 83대  | 미국 녹색당   | 47.94% | 1,118표           | 2위  | 낙선 |
| 2013년 선거 | 시의원 (시러큐스 제4선거구) | 84대  | 미국 녹색당   | 40.35% | 995표             | 2위  | 낙선 |
| 2014년 선거 | 뉴욕 주지사                 | 56대  | 뉴욕 녹색당   | 4.83%  | 184,419표         | 3위  | 낙선 |
| 2017년 선거 | 시러큐스 시장               | 54대  | 미국 녹색당   | 4.02%  | 1,017표           | 3위  | 낙선 |
| 2018년 선거 | 뉴욕 주지사                 | 56대  | 뉴욕 녹색당   | 1.70%  | 103,946표         | 3위  | 낙선 |
| 2020년 선거 | 미국의 대통령               | 46대  | 미국 녹색당   | 0.25%  | 391,492표 (0명)   | 4위  | 낙선 |